# Gerd Watkinson
Percy Gerd Watkinson, bekannt als Gerd Watkinson (* 1918; † 15. Mai 2011 in Springe), war ein deutscher Komponist.
Watkinson war Schüler der reformpädagogischen Lichtwarkschule in Hamburg und wurde dort durch den Musiklehrer Hermann Schütt gefördert, anschließend studierte er Schulmusik. Er wirkte als Professor für Musik an der Pädagogischen Hochschule Lörrach und leitete im unteren Wiesental verschiedene Chöre, u. a. den Gesangverein Haltingen, die von ihm gegründeten Chöre „Chor 72“ und einen Kinderchor in Lörrach. 1986 erhielt Watkinson vom Hebelbund Lörrach den jährlichen „Hebeldank“ verliehen. Unter seinen Kompositionen finden sich zahlreiche A-cappella-Werke für alle Chorgattungen.
In seiner Jugend war Watkinson mit der späteren Bundeskanzler-Gattin Loki Schmidt liiert.